# Atresmedia
Atresmedia est un groupe audiovisuel espagnol qui s'est construit autour de la chaîne de télévision commerciale hertzienne Antena 3.

## Historique
Le 30 novembre 2005, au lancement de la télévision numérique terrestre (TDT) en Espagne, chaque chaîne analogique s'est vu attribuer deux nouveaux canaux en plus du sien. Antena 3 Televisión, S.A. crée trois nouvelles chaînes : Neox dédié au jeune public avec des séries, Nova dédié au public féminin avec des séries et telenovelas puis en 2010 Nitro dédié aux hommes avec des séries et des sports.
En 2012, Gestora de Inversiones Audiovisuales La Sexta fusionne avec le groupe Antena 3[réf. nécessaire].
Le 6 mars 2013, le groupe Antena 3 se rebaptise Atresmedia.
Le 18 décembre 2013, le tribunal suprême espagnol ordonne l'arrêt de neuf chaînes de la télévision numérique gratuite espagnole (Televisión Digital Terrestre ou TDT), indiquant que les licences obtenues pour ces chaînes ont été attribués sans concurrence. Trois chaînes du groupe Atresmedia sont concernés par cet arrêt : laSexta3, Nitro et Xplora.
En février 2014, le Tribunal suprême rejette le recours initiés par les groupes audiovisuels, dont Atresmedia, contre la fermeture de ces neuf chaînes de la TDT : le tribunal exige un nouvel appel d'offres pour l'obtention de licences de chaînes. Par conséquent, laSexta3, Nitro et Xplora cessent leur diffusion le 6 mai 2014, la dernière citée continue d'émettre plusieurs heures par jour sur internet pendant un mois. Le groupe lance donc Mega, une nouvelle chaîne thématique masculine, le 1er juillet 2015.
Le 1er juin 2014, la chaîne Atres Series HD est lancée pour l'international. Elle diffuse de nombreuses séries de Atresmedia. Le 22 décembre 2015, Atresmedia lance Atreseries en Espagne, une nouvelle chaîne thématique en haute définition diffusant des séries et des films sur la TDT espagnole. Elle accueille un nouveau logo qui arrive aussi sur la version internationale.
En 2020, la chaîne lance la série la Veneno, qui lui permet d'augmenter son audience de 42 %, et de signer un accord de distribution aux États-Unis avec HBO Max.

## Identité de l'entreprise

### Logos

Logo de Grupo Antena 3 jusqu'en 2013
Logo d'Atresmedia à partir du 6 mars 2013

### Capital
Grupo Antena 3 est détenu à 41,7 % par Grupo Planeta, filiale à 100 % de Planeta DeAgostini, à 18,65 % par UFA Film & TV Produktion, filiale à 100 % de RTL Group, à 0,25 % en auto-contrôle et le reste étant flottant.

## Télévision

### Chaînes disparues
- Antena 3 Canarias (2008-2013): chaîne régionale
- laSexta3 (2010-2014): chaîne des films
- Nitro (2010-2014): chaîne thématique masculine
- Xplora (2012-2014): chaîne de documentaires

### Antena 3

### LaSexta

### Neox

### Nova

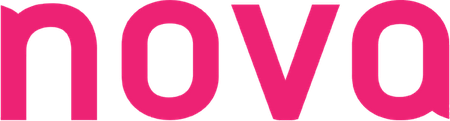

## Personnalités de l'entreprise

### Présidents
- 1989–1992 : Javier Godó
- 1992–1997 : Antonio Asensio
- 1997–2001 : José María Mas Millet
- 2001–2003 : Enrique Álvarez
- 2003-2015 : José Manuel Lara Bosch

### Dirigeants
- José Manuel Lara Bosch, président du conseil d'administration
- Maurizio Carlotti, vice-président
- Silvio González Moreno
- Nicolas de Tavernost
- Mauricio Casals Aldama
- Aurora Catá Sala
- José Creuheras Margenat
- Marco Drago
- María Entrecanales Franco
- Elmar Heggen
- Pedro Ramón y Cajal Agüeras
- Luis Gayo del Pozo, Secrétaire
- Manuel de la Viuda Fdez. de Heredia